# كوكو غوف
كوكو غوف (بالإنجليزية: Coco Gauff)‏ هي لاعبة كرة مضرب أمريكية برز أسمها بعد فوزها على فينوس ويليامز في بطولة ويمبلدون 2019.

## روابط خارجية
- كوكو غوف على موقع رابطة محترفات التنس (الإنجليزية)
- كوكو غوف على موقع الاتحاد الدولي لكرة المضرب (الإنجليزية)
- كوكو غوف على موقع كأس بيلي جين كينغ (الإنجليزية)
- كوكو غوف على موقع بطولة ويمبلدون (الإنجليزية)
- كوكو غوف على موقع خلاصة التنس.كوم (الإنجليزية)
- كوكو غوف على موقع اللجنة الأولمبية الدولية (الإنجليزية)